# Citybeat
Citybeat（中文：城市節拍），香港男樂隊，活躍於20世紀80年代。

## 成員
Citybeat先後有五名成員：
- John Laudon（中文：劉諾生），樂隊主創人、主音、鍵盤。來自加拿大溫哥華。曾為香港流行歌手寫了很多歌。
- Daryl Ching（中文：陳華添），結他、作曲。來自美國洛杉矶，華裔，加州出世，Citybeat成立前，Daryl在泰國做協助難民的工作。
- Jym Kay（中文：占潤發），鼓。來自美國拉斯維加斯。曾是TVB電視節目「Solid Gold」主持。
- Jerry Marshall（中文：謝友寧），低音結他。1988年加入。
- Chuck D Eddy（中文：李克），結他。1990年加入，取代 Daryl Ching。

## 歷史
Citybeat成員都是香港的外國人，都是基督徒，歌多由成員 John劉諾生所作。劉諾生加拿大出生及成長，父親是牧師，母親是鋼琴教師，劉諾生在父親影響下接觸宗教，參加跨國教會，並於 1984年來香港定居，後與 Daryl和 Jym三人志同道合組成樂隊，1986年參加「嘉士伯流行音樂節」，1988年 Jerry加入。
1986年參加第二屆「嘉士伯流行音樂節」得季軍（冠軍：邊界, 亞軍：Fundamental），劉諾生兼得「最優秀琴鍵手」。
Citybeat有使命感，半傳福音，半關心社會，半推動搖滾。Citybeat原用英語演唱，1987年起亦唱廣東歌，成為第一個以廣東話錄製歌曲的外國人樂隊。曾在中國、美國、新加坡、馬來西亞、印度和澳門巡迴演出。
Citybeat 1991年推出第四張專輯之後已解散，劉諾生則一直有為眾多歌手作曲編曲、寫詞及監製，最為人知，至今仍不時推出新作品。

## 主要作品
- No Time（1986）；第二屆嘉士伯流行音樂節參賽歌，講城市生活忙碌緊張，英文詞中加了一句廣東話：「我無時間」。
- 甜心Sweethart（1986）；組合編曲作品（主唱：劉向榮、譚佩芬），曲：吳秉堅／詞：梁碧君
- 守望你（1988），曲、編：John Laudon／詞：韋然；唱給離家青少年聽的，堪稱「北斗星之歌」，歌詞感人。
- 土佬Johnny（1988），曲：John Laudon／詞：江其昌、韋然。
- 城巿節拍（1988），曲：John Laudon／詞：韋然；寫香港這個城巿，金錢掛帥，步伐急速，令人失去靈魂，歌名〈城巿節拍〉亦即樂隊名「Citybeat」。
- 暖流（1988），曲：John Laudon／詞：韋然；寫人與人之間的情。
- Standing as one（1989）；北京八九民運期間，Citybeat與眾歌手合唱並拍成音樂錄影帶的〈Standing as One〉成為熱播，Citybeat亦以這歌和音樂錄影帶成為香港舉辦的「民主歌聲獻中華」中唯一的外國人樂隊。

## 出版

### 專輯
四張專輯
- 〈Citybeat 城市節拍〉Philips，1988年5月[6]
- 〈逃〉1988年6月[7]
- 〈新人類搖滾〉1990年8月[8]
- 〈Goodbye〉1991[9]

### 音樂視頻、電視節目
八部音樂視頻，以及眾多電視節目，包括香港教育電視的節目「CityBeat comes to town」。

## 外部連結
- 香港流行音樂